# 科伯格 (愛荷華州)
科伯格（英語：Coburg）是一個位於美國愛荷華州蒙哥馬利縣的城市。

## 地理
科伯格的座標為40°55′00″N 95°15′57″W / 40.91667°N 95.26583°W，而該地的平均海拔高度為307米（即1007英尺）。

## 人口
根據2010年美國人口普查的數據，科伯格的面積為0.75平方千米，當中陸地面積為0.75平方千米，而水域面積為0.00平方千米。當地共有人口40人，而人口密度為每平方千米53人。